# 2010년 FIFA 월드컵 예선
2010년 FIFA 월드컵 예선은 2007년 8월에 시작하여 2009년 11월에 종료되었다. 총 204개 팀이 참가를 신청했는데, 개최국 남아프리카 공화국이 개최국 자격으로 자동 진출하여 31장의 진출권을 놓고 예선을 치렀다. 이 대회에는 총 205개의 팀이 참가했다.
지난 대회와 마찬가지로 지난 대회 우승 팀인 이탈리아는 자동 출전권 없이 유럽 지역 예선에 참가하게 되었으며, 오직 개최국인 남아프리카 공화국만이 자동 출전권을 갖게 되었다.

## 월드컵 본선 참가팀 배분
2010년 FIFA 월드컵에 출전하게 될 31개의 티켓 배분은 다음과 같이 이루어졌다.
|                |           |           |               |                    |                  |                  |  |  |  |  |
| 대륙 축구 협회 | 총 참가팀 | 본선 진출 | 지역예선 탈락 | 월드컵 본선 배분수 | 지역예선 시작일  | 지역예선 종료일  |  |  |  |  |
| 아시아         | 43        | 4         | 39            | 4~5                | 2007년 10월 8일  | 2009년 11월 14일 |  |  |  |  |
| 아프리카       | 52+1      | 5+1       | 47            | 5+1                | 2007년 10월 14일 | 2009년 11월 18일 |  |  |  |  |
| 북중미카리브   | 35        | 3         | 32            | 3~4                | 2008년 2월 3일   | 2009년 11월 18일 |  |  |  |  |
| 남미           | 9         | 5         | 4             | 4~5                | 2007년 10월 13일 | 2009년 11월 18일 |  |  |  |  |
| 오세아니아     | 10        | 1         | 9             | 0~1                | 2007년 8월 25일  | 2009년 11월 14일 |  |  |  |  |
| 유럽           | 53        | 13        | 40            | 13                 | 2008년 8월 20일  | 2009년 11월 18일 |  |  |  |  |
| 합계           | 203+1     | 31+1      | 172           | 31+1               | 2007년 8월 25일  | 2009년 11월 18일 |  |  |  |  |

## 예선 그룹

### 남아메리카 축구 연맹(CONMEBOL)
- 브라질,  칠레,  파라과이,  아르헨티나 본선 진출.
- 우루과이는 대륙간 플레이오프(대 북아메리카) 진출 후  코스타리카에 승리.

### 북중미카리브 축구 연맹(CONCACAF)
- 미국,  멕시코,  온두라스 본선 진출.
- 코스타리카는 대륙간 플레이오프(대 남아메리카) 진출하였으나  우루과이에 패배.

### 아시아 축구 연맹(AFC)
라오스, 브루나이, 필리핀 불참. 괌, 부탄 기권.
최종 라운드 결과는 아래와 같다.
- A조
  -  오스트레일리아,  일본 본선 진출.
  -  바레인 플레이오프 진출.
- B조
  -  대한민국,  조선민주주의인민공화국 본선 진출.
  -  사우디아라비아 플레이오프 진출.

플레이오프
- 바레인이 대륙간 플레이오프(대 오세아니아) 진출하였으나  뉴질랜드에 패배.

### 아프리카 축구 연맹(CAF)
에티오피아는 예선 도중에 실격됨. 상투메 프린시페, 에리트레아, 중앙아프리카 공화국 기권.
 남아프리카 공화국은 2차 예선에서 나이지리아에 밀려 탈락했으나 개최국 자격으로 본선 진출.
최종 라운드 결과는 아래와 같다.
- 개최국  남아프리카 공화국 본선 진출.
- A조  카메룬 본선 진출.
- B조  나이지리아 본선 진출.
- C조  이집트와  알제리가 동률을 이루어 특별 플레이오프 진출.
- D조  가나 본선 진출.
- E조  코트디부아르 본선 진출.

특별 플레이오프
- 알제리 본선 진출.

### 오세아니아 축구 연맹(OFC)
파푸아뉴기니는 FIFA로부터 참가를 거절당함.
- 뉴질랜드는 대륙간 플레이오프(대 아시아) 진출 후  바레인에 승리.

### 유럽 축구 연맹(UEFA)
각 조 1위 팀(본선 직행)과 2위 팀은 아래와 같다. 조 2위 팀 중에 본선에 진출한 팀은 톱 시드의 자격을 박탈당했다.
- 1조  덴마크,  포르투갈.
- 2조  스위스,  그리스.
- 3조  슬로바키아,  슬로베니아.
- 4조  독일,  러시아.
- 5조  스페인,  보스니아 헤르체고비나.
- 6조  잉글랜드,  우크라이나.
- 7조  세르비아,  프랑스.
- 8조  이탈리아,  아일랜드.
- 9조  네덜란드,  노르웨이.
  - 노르웨이는 9개 팀 중 승점이 가장 낮아서 자동으로 탈락했다.

플레이오프 결과
- 포르투갈,  그리스,  슬로베니아,  프랑스 본선 진출.

## 대륙간 플레이오프
- 아시아 - 오세아니아 플레이오프
  -  뉴질랜드가 합계 1 : 0으로 본선 진출.

| 팀 1   | 합계  | 팀 2     | 1차전 | 2차전 |
| ------ | ----- | -------- | ----- | ----- |
| 바레인 | 0 - 1 | 뉴질랜드 | 0 - 0 | 0 - 1 |

- 북중미카리브 - 남미 플레이오프
  -  우루과이가 합계 2 : 1로 본선 진출.

| 팀 1       | 합계  | 팀 2     | 1차전 | 2차전 |
| ---------- | ----- | -------- | ----- | ----- |
| 코스타리카 | 1 - 2 | 우루과이 | 0 - 1 | 1 - 1 |

## 본선 진출 팀
본선 진출이 확정된 32개 팀들은 다음과 같다. FIFA 랭킹은 2009년 10월 기준.

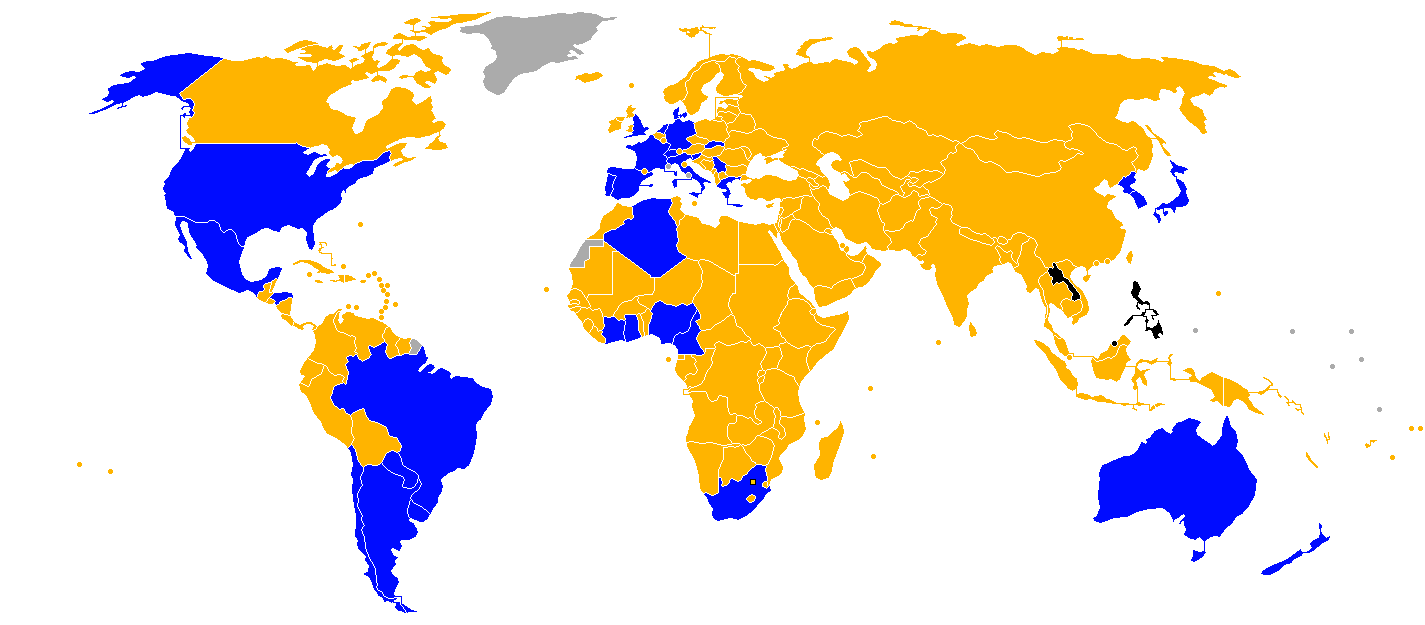
최종 예선 결과

|  | 본선 진출                 |
|  | 탈락 (기권과 실격을 포함) |
|  | 불참                      |
|  | FIFA 비회원               |

| 팀                     | 참가 자격                         | 본선 진출 확정일 | 통산 출전 횟수 | 연속 진출 횟수 | 마지막 진출 | 역대 최고 성적                      | FIFA 랭킹 |
| ---------------------- | --------------------------------- | ---------------- | -------------- | -------------- | ----------- | ----------------------------------- | --------- |
| 남아프리카 공화국(1)   | 개최국                            | 2004년 5월 15일  | 3              | 1              | 2002        | 조별 리그 (1998, 2002)              | 85        |
| 일본                   | 아시아 최종 예선 A조 2위          | 2009년 6월 6일   | 4              | 4              | 2006        | 16강 (2002)                         | 40        |
| 오스트레일리아         | 아시아 최종 예선 A조 1위          | 2009년 6월 6일   | 3              | 2              | 2006        | 16강 (2006)                         | 24        |
| 대한민국               | 아시아 최종 예선 B조 1위          | 2009년 6월 6일   | 8              | 7              | 2006        | 4위 (2002)                          | 48        |
| 네덜란드               | 유럽 예선 9조 1위                 | 2009년 6월 6일   | 9              | 2              | 2006        | 준우승 (1974, 1978)                 | 3         |
| 조선민주주의인민공화국 | 아시아 최종 예선 B조 2위          | 2009년 6월 17일  | 2              | 1              | 1966        | 8강 (1966)                          | 91        |
| 브라질                 | 남미 지역 예선 1위                | 2009년 9월 5일   | 19             | 19             | 2006        | 우승 (1958, 1962, 1970, 1994, 2002) | 1         |
| 가나                   | 아프리카 최종 예선 D조 1위        | 2009년 9월 6일   | 2              | 2              | 2006        | 16강 (2006)                         | 38        |
| 스페인                 | 유럽 예선 5조 1위                 | 2009년 9월 9일   | 13             | 9              | 2006        | 4위 (1950)                          | 2         |
| 잉글랜드               | 유럽 예선 6조 1위                 | 2009년 9월 9일   | 13             | 4              | 2006        | 우승 (1966)                         | 7         |
| 파라과이               | 남미 지역 예선 3위                | 2009년 9월 9일   | 8              | 4              | 2006        | 16강 (1986, 1998, 2002)             | 21        |
| 코트디부아르           | 아프리카 최종 예선 E조 1위        | 2009년 10월 10일 | 2              | 2              | 2006        | 조별 리그 (2006)                    | 19        |
| 덴마크                 | 유럽 예선 1조 1위                 | 2009년 10월 10일 | 4              | 1              | 2002        | 8강 (1998)                          | 27        |
| 독일(2)                | 유럽 예선 4조 1위                 | 2009년 10월 10일 | 17             | 15             | 2006        | 우승 (1954, 1974, 1990)             | 5         |
| 세르비아(3)            | 유럽 예선 7조 1위                 | 2009년 10월 10일 | 11             | 2              | 2006        | 4강 (1930, 1962)                    | 20        |
| 이탈리아               | 유럽 예선 8조 1위                 | 2009년 10월 10일 | 17             | 13             | 2006        | 우승 (1934, 1938, 1982, 2006)       | 4         |
| 칠레                   | 남미 지역 예선 2위                | 2009년 10월 10일 | 8              | 1              | 1998        | 3위 (1962)                          | 17        |
| 미국                   | 북중미 최종 예선 1위              | 2009년 10월 10일 | 9              | 6              | 2006        | 4강 (1930)                          | 11        |
| 멕시코                 | 북중미 최종 예선 2위              | 2009년 10월 10일 | 14             | 5              | 2006        | 8강 (1970, 1986)                    | 18        |
| 스위스                 | 유럽 예선 2조 1위                 | 2009년 10월 14일 | 9              | 2              | 2006        | 8강 (1934, 1938, 1954)              | 13        |
| 슬로바키아             | 유럽 예선 3조 1위                 | 2009년 10월 14일 | 1              | 1              | 첫 출전     | 첫 출전                             | 33        |
| 아르헨티나             | 남미 지역 예선 4위                | 2009년 10월 14일 | 15             | 10             | 2006        | 우승 (1978, 1986)                   | 6         |
| 온두라스               | 북중미 최종 예선 3위              | 2009년 10월 14일 | 2              | 1              | 1982        | 조별 리그 (1982)                    | 35        |
| 뉴질랜드               | 아시아-오세아니아 플레이오프 승자 | 2009년 11월 14일 | 2              | 1              | 1982        | 조별 리그 (1982)                    | 83        |
| 카메룬                 | 아프리카 최종 예선 A조 1위        | 2009년 11월 14일 | 6              | 1              | 2002        | 8강 (1990)                          | 14        |
| 나이지리아             | 아프리카 최종 예선 B조 1위        | 2009년 11월 14일 | 4              | 1              | 2002        | 16강 (1994, 1998)                   | 32        |
| 알제리                 | 아프리카 최종 예선 C조 1위(4)     | 2009년 11월 18일 | 3              | 1              | 1986        | 조별 리그 (1982, 1986)              | 29        |
| 그리스                 | 유럽 플레이오프 승자              | 2009년 11월 18일 | 2              | 1              | 1994        | 조별 리그 (1994)                    | 16        |
| 슬로베니아             | 유럽 플레이오프 승자              | 2009년 11월 18일 | 2              | 1              | 2002        | 조별 리그 (2002)                    | 49        |
| 포르투갈               | 유럽 플레이오프 승자              | 2009년 11월 18일 | 5              | 3              | 2006        | 3위 (1966)                          | 10        |
| 프랑스                 | 유럽 플레이오프 승자              | 2009년 11월 18일 | 13             | 4              | 2006        | 우승 (1998)                         | 9         |
| 우루과이               | 북중미-남미 플레이오프 승자       | 2009년 11월 18일 | 11             | 1              | 2002        | 우승 (1930, 1950)                   | 25        |

참고